# 永田実 (クロスカントリースキー)
永田 実（ながた みのる、1906年 - 未詳）は、新潟県高田市（現上越市）出身の元クロスカントリースキー選手。

## 来歴
旧制高田中学校 → 早稲田大学
高田中学時代の1924年、第2回全日本スキー選手権大会クロスカントリースキーの個人4kmで、中学の後輩の矢沢武雄に次いで2位となる。卒業後早大に進み、1926年の同大会では、クロスカントリースキー個人10kmで5位となるなど、永田・高橋昴・竹節作太らとともに早大の黄金期を作り上げた。
1928年のサンモリッツオリンピックの代表選考では、当初は補欠だったが、代表の一人だった岡村源太郎（北海道大）が1927年10月に急逝したため、急遽永田が代表に選出された。同大会のクロスカントリースキー競技では、個人長距離（18km）では31位、個人耐久では日本人選手最高の24位に入った。